# Prawo ludów
Prawo ludów (ang. The Law of Peoples) – utwór Johna Rawlsa wydany w 1999, z zakresu filozofii politycznej, teorii stosunków międzynarodowych i filozofii prawa międzynarodowego, podejmujący problematykę sprawiedliwego porządku międzynarodowego.

## Treść
W pracy Prawo ludów (1999) Rawls rozszerzył swoją koncepcję sprawiedliwości na sferę międzynarodową. Podstawowym problemem, z którym się w niej mierzył są sprawiedliwe zasady polityki zagranicznej, oraz sposób w jaki demokracje liberalne mają współpracować z innymi państwami. Tym samym, Rawls odrzucał kosmopolityzm i zakładał nieredukowalny pluralizm ustrojów w sferze międzynarodowej.
Prawo ludów było odpowiedzią na zarzuty wobec wcześniejszych książek Rawlsa, zgodnie z którymi prezentował on zachodnie instytucje demokratyczno-liberalne jako jedyną formę sprawiedliwych instytucji. Rawls wprowadza 5 kategorii społeczeństw:
- rozumne ludy liberalne;
- ludy przyzwoite – społeczeństwa nieliberalne spełniające podstawowe warunki sprawiedliwości i praworządności, oraz mające przyzwoitą hierarchię konsultacji, pozwalającej na uczestnictwo społeczeństwa w rządach;
- państwa bezprawia;
- społeczeństwa obciążone niekorzystnymi warunkami;
- łaskawe absolutyzmy – w których obywatelom odmawia się udziału w rządach.

Dwa pierwsze typy społeczeństw są „ludami dobrze urządzonymi” i  na nich opiera się porządek międzynarodowy. Podstawowe zasady „prawa ludów” opracowywane są przez społeczeństwa liberalne, a skłaniają się do ich respektowania również ludy przyzwoite. 
Podmiotami w teorii Rawlsa są ludy, a nie państwa, ponieważ to ludy mają charakter moralny. W przeciwieństwie do państw nie są ekspansywne i koncentrują się na wspólnotowości i podtrzymywaniu własnej niezależności.  
Rawls wymienia najważniejsze zasady sprawiedliwej współpracy między ludami:

1. Ludy są wolne i niepodległe, a ich wolność i niepodległość powinna być respektowana przez inne ludy.

2. Ludy powinny przestrzegać traktatów i zobowiązań.

3. Ludy są równe i mogą być stronami wiążących je umów.

4. Ludy powinny przestrzegać nakazu nieingerencji.

5. Ludy mają prawo do samoobrony, lecz nie mają prawa do podżegania do wojny z innych powodów niż samoobrona.

6. Ludy powinny honorować prawa człowieka.

7. Ludy powinny przestrzegać pewnych określonych ograniczeń w prowadzeniu wojny.

8. Ludy mają obowiązek udzielania pomocy innym ludom żyjącym w niekorzystnych warunkach, uniemożliwiających im posiadanie sprawiedliwego lub przyzwoitego ustroju politycznego i społecznego.

Powyższe zasady są normatywną idealizacją (jest to teoria idealna), od której odbiegają rzeczywiste stosunki międzynarodowe. Rawls rozwija także „teorię nieidealną”, wskazującą kroki, które mają stopniowo prowadzić porządek międzynarodowy do stanu idealnego. Teoria ta mówi m.in. o warunkach wojny sprawiedliwej. Obok wojny obronnej są to wojny prowadzone zgodnie z „prawami ludów” oraz przestrzegające prawa konfliktów.  
Na państwa, które nie respektują podstawowych praw człowieka, czy są państwami bezprawia można nakładać sankcje i powstrzymywać ich ekspansję, ale nie należy dążyć do zniszczenia tych społeczeństw.
Państwa mają też obowiązek pomagać ludom obciążonym, poprzez ustalenie globalnych zasad sprawiedliwej dystrybucji dóbr. Odnosząc się do swojej teorii sprawiedliwości, Rawls wskazuje, że w warunkach międzynarodowych nie powinna mieć zastosowania „zasada dyferencji”, ponieważ głównym celem dystrybucji jest usunięcie obciążeń, zapewnienie danemu ludowi autonomii i dołączenie do społeczności międzynarodowej.